# کنیف
کنیف یک روستا در ایران است که در دهستان درح شهرستان سربیشه واقع شده‌است. کنیف ۲۹ نفر جمعیت دارد.